# Василенко Світлана Василівна
Світла́на Васи́лівна Василе́нко (нар. ? 1970) — українська вчена, завідувач навчально-наукового центру розвитку персоналу та лідерства, молодший науковий співробітник Центру технологій дистанційного навчання Київського столичного університету ім. Б. Грінченка, співавторка підручників та посібників з хімії та основ здоров'я, відмінник освіти України.

## Біографічні дані
У 1992 році закінчила Київський державний університет ім. Т. Г. Шевченка. Вступила до аспірантури хімічного факультету КНУ. Суміщала наукову й педагогічну роботу, працювала вчителем, викладачем.
З 1996 по 2007 працювала завідувачем відділу науково-методичного забезпечення природничо-математичної і технологічної освіти в Інститут змісту і методів навчання МОН. З 2007 по 2008 рік працювала на посаді начальника відділу зовнішніх зв'язків Українського центру оцінювання якості освіти, де відповідала за висвітлення інформації щодо започаткування та проведення зовнішнього незалежного оцінювання.
З 2008 по 2012 рік працювала заступницею директора Інститут післядипломної педагогічної освіти КУБГ. 
З 2012 по 2023 — заступник завідувача НДЛ цифровізації освіти.
З 2023 року працює завідувачем ННЦ розвитку персоналу та лідерства.

## Наукова робота
З 1996 року як методист Інституту системних досліджень МОН займалася організаційною роботою з обдарованою молоддю, координувала Всеукраїнські олімпіади республіканського рівня.
З 1999 року як завідувач відділу науково-методичного забезпечення природничо-математичної освіти і технологій Науково-методичного центру середньої освіти (згодом Інституту змісту і методів навчання МОН) працювала над питаннями змісту освіти, навчальними програмами, посібниками та підручниками для закладів середньої освіти.
З 2005 — головний спеціаліст Асоціації педагогічного оцінювання. У 2007-2008 — співавторка концепції ЗНО з хімії.
З 2012 року як заступник завідувача НДЛ інформатизації-цифровізації освіти КУБГ відповідала за роботу над змістом та дослідження у галузі цифровізації освіти: розробку інструктивних матеріалів, сертифікація електронних навчальних курсів (ЕНК), проведення тренінгів з цифрової грамотності для співробітників.
Учасниця 2 міжнародних проєктів, також брала активну участь у підготовці 5 грантових заявок на Еразмус+.
Авторка та співавторка близько 500 публікацій. Авторка експериментальної програми (2005) та двох модельних навчальних програм (2020, 2023) для загальної середньої школи. Співавторка понад 100 навчальних посібників та підручників.

## Нагороди та відзнаки
- Грамоти МОН України, Департаменту освіти і науки КМДА;
- Нагрудний знак «Відмінник освіти України»;
- Подяки Київського університету імені Бориса Грінченка;
- Двічі переможець конкурсу «Лідер року» в КУБГ (2017, 2022);
- Переможець та лауреат Всеукраїнських конкурсів підручників (2005, 2006, 2015, 2016, 2019, 2021, 2022)[2].